# الیرزبرگ
الیرزبرگ (به آلمانی: Allersberg) یک شهر در آلمان است که در بایرن واقع شده‌است.

## خصوصیات
الیرزبرگ ۵۹٫۶۴ کیلومترمربع مساحت دارد ۳۸۵ متر بالاتر از سطح دریا واقع شده‌است.